# Jawornik Wielki (Góry Złote)

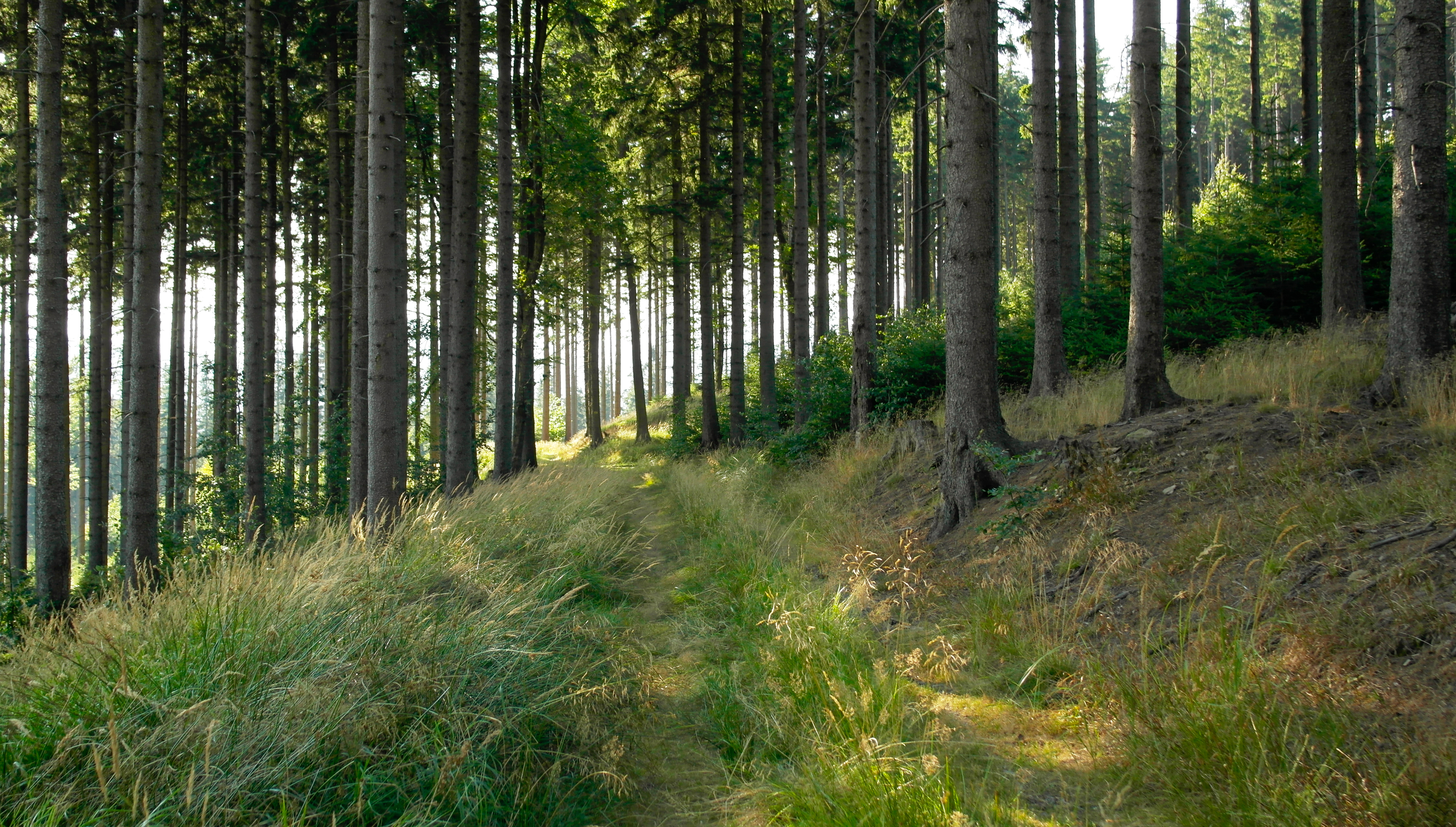
Okolice szczytu

Jawornik Wielki (dawniej niem. Geyersberg lub Gross Jauersberg) zwany również Świętą Górą. Szczyt w paśmie Gór Złotych.
Wznosi się na wysokość 872 m n.p.m. Najwyższy szczyt w zachodniej i północnej części Gór Złotych. Ze szczytu (przy dobrej pogodzie) można zobaczyć Przedgórze Sudeckie i Nizinę Śląską. Szczyt jest wyraźnie widoczny z okolic Paczkowa, Kamieńca Ząbkowickiego, Otmuchowa.
Cały masyw zbudowany ze skał metamorficznych należących do metamorfiku Lądka i Śnieżnika. W rejonie szczytu znajduje się kilka skałek. Las występujący w okolicach szczytu jest mieszany, możemy spotkać tu świerki, modrzewie i buki.
Nazwa
Nazwa wywodzi się od słowiańskiego słowa iavor (klon jawor), który w przeszłości porastał stok góry. W 1335 zapisany został jako Jawersberg. Człon Jawer i późniejszy Jauer to niemiecka adaptacja słowa Jawor.
Wieża widokowa
Na szczycie stoi drewniana wieża widokowa otwarta w sierpniu 2009 w ramach mikroprojektu Szlak widokowy szczytami pogranicza. Posiada dwie platformy – na wysokości 3,5 oraz 6,4 m. Jest to pierwsza w historii wieża widokowa na tym szczycie – wcześniej istniały tu tylko punkty triangulacyjne. W 2018 z powodu uszkodzenia wieża została zamknięta. W 2023 r. wykonano naprawę wieży i udostępniono ją turystom.
Cmentarz
Na północnym zboczu Jawornika Wielkiego przy leśnej drodze w przeszłości znajdował się cmentarz ofiar zarazy. Cmentarz powstał w 1633 r., kamiennym murem zostało wyznaczone pole grzebalne. Na niewielkim kawałku ziemi spoczywa 1291 ofiar epidemii cholery i dżumy: 897 mieszkańców Złotego Stoku i 394 osób, które szukały schronienia w czasie trwania wojny trzydziestoletniej. Epidemię udało się opanować zimą 1633 r., dzięki silnym mrozom. W 2015 r. w miejscu dawnego cmentarza został ustawiony pamiątkowy kamienny obelisk z wyrzeźbionym krzyżem i pamiętną datą 1633 oraz tablica informacyjna z opisem wydarzeń, które miały miejsce w tamtym czasie.
Turystyka
Pod szczytem biegnie droga wojewódzka nr 390. Na szczyt można dostać się  czerwonym szlakiem prowadzącym z Lądka Zdroju, z przełęczy Jaworowej na drodze nr 390. Szlak czerwony lekkim łukiem omija szczyt ale można z niego zboczyć i wyjść na górę. Szlak z Lądka do Złotego Stoku, szlak średnio-trudny (cały czas wiedzie malowniczymi lasami). Długość szlaku mierzona z rynku w Złotym Stoku na szczyt Jawornika Wielkiego wynosi ok. 6 km. Czas przejścia ok. 1,5 godz.